# Toray Pan Pacific Open 2024 - Qualificazioni singolare
Le qualificazioni del singolare femminile del Toray Pan Pacific Open 2024 sono state un torneo di tennis preliminare per accedere alla fase finale della manifestazione svolte dal 19 al 20 ottobre 2024. Le vincitrici dell'ultimo turno sono entrate di diritto nel tabellone principale. In caso di ritiro di una o più giocatrici aventi diritto a queste sono subentrati le lucky loser, ossia le giocatrici che hanno perso nell'ultimo turno ma che avevano una classifica più alta rispetto alle altre partecipanti che avevano comunque perso nel turno finale.

## Teste di serie
1. Clara Tauson (ultimo turno, lucky loser)
2. Hailey Baptiste (qualificata)
3. Mai Hontama (qualificata)
4. Aljaksandra Sasnovič (ultimo turno, ritirata, lucky loser)
5. Kimberly Birrell (ritirata, ancora in gara ad Osaka)
6. Zeynep Sönmez (qualificata)

1. Sara Saitō (ultimo turno, lucky loser)
2. Priscilla Hon (qualificata)
3. Kyōka Okamura (ultimo turno, lucky loser)
4. Haruka Kaji (primo turno)
5. Ayano Shimizu (ultimo turno)
6. Sara Saito (qualificata)

## Qualificate
1. Sayaka Ishii
2. Hailey Baptiste
3. Mai Hontama

1. Priscilla Hon
2. Mei Yamaguchi
3. Zeynep Sönmez

### Lucky loser
1. Clara Tauson
2. Sara Saitō

1. Kyōka Okamura
2. Aljaksandra Sasnovič

## Tabellone

### Legenda
| - Q = Qualificato - WC = Wild card - LL = Lucky loser | - ALT = Alternate - SE = Special Exempt - PR = Protected Ranking | - w/o = Walkover - r = Ritirato - d = Squalificato |

### Sezione 1
|  | Primo turno | Primo turno   | Primo turno   | Primo turno | Primo turno |  |  | Ultimo turno | Ultimo turno | Ultimo turno | Ultimo turno | Ultimo turno |  |
|  |             |               |               |             |             |  |  |              |              |              |              |              |  |
|  | 1           | Clara Tauson  | Clara Tauson  | 6           | 6           |  |  |              |              |              |              |              |  |
|  | WC          | Honori Koyama | Honori Koyama | 0           | 1           |  |  | 1            | Clara Tauson | 6            | 5            | 5            |  |
|  | WC          | Sae Noguchi   | Sae Noguchi   | 2           | 2           |  |  | 12           | Sayaka Ishii | 1            | 7            | 7            |  |
|  | 12          | Sayaka Ishii  | Sayaka Ishii  | 6           | 6           |  |  |              |              |              |              |              |  |

### Sezione 2
|  | Primo turno | Primo turno     | Primo turno     | Primo turno | Primo turno |  |  | Ultimo turno | Ultimo turno    | Ultimo turno    | Ultimo turno | Ultimo turno |  |
|  |             |                 |                 |             |             |  |  |              |                 |                 |              |              |  |
|  | 2           | Hailey Baptiste | Hailey Baptiste | 6           | 6           |  |  |              |                 |                 |              |              |  |
|  |             | Ena Koike       | Ena Koike       | 4           | 2           |  |  | 2            | Hailey Baptiste | Hailey Baptiste | 6            | 7            |  |
|  | WC          | Shiho Akita     | Shiho Akita     | 4           | 0           |  |  | 9/WC         | Kyōka Okamura   | Kyōka Okamura   | 3            | 5            |  |
|  | 9/WC        | Kyōka Okamura   | Kyōka Okamura   | 6           | 6           |  |  |              |                 |                 |              |              |  |

### Sezione 3
|  | Primo turno | Primo turno    | Primo turno | Primo turno | Primo turno |  |  | Ultimo turno | Ultimo turno  | Ultimo turno | Ultimo turno | Ultimo turno |  |
|  |             |                |             |             |             |  |  |              |               |              |              |              |  |
|  | 3           | Mai Hontama    | Mai Hontama | 6           | 6           |  |  |              |               |              |              |              |  |
|  | WC          | Miyu Katō      | Miyu Katō   | 3           | 3           |  |  | 3            | Mai Hontama   | 3            | 6            | 6            |  |
|  |             | Miho Kuramochi | 7           | 60          | 0r          |  |  | 11           | Ayano Shimizu | 6            | 3            | 4            |  |
|  | 11          | Ayano Shimizu  | 5           | 7           | 1           |  |  |              |               |              |              |              |  |

### Sezione 4
|  | Primo turno | Primo turno          | Primo turno          | Primo turno | Primo turno |  |  | Ultimo turno | Ultimo turno         | Ultimo turno         | Ultimo turno         | Ultimo turno |  |
|  |             |                      |                      |             |             |  |  |              |                      |                      |                      |              |  |
|  | 4           | Aljaksandra Sasnovič | Aljaksandra Sasnovič | 7           | 6           |  |  |              |                      |                      |                      |              |  |
|  | PR          | Wang Qiang           | Wang Qiang           | 64          | 0           |  |  | 4            | Aljaksandra Sasnovič | Aljaksandra Sasnovič | Aljaksandra Sasnovič |              |  |
|  | PR          | Zheng Saisai         | Zheng Saisai         | 1           | 5           |  |  | 8            | Priscilla Hon        | Priscilla Hon        | Priscilla Hon        | w/o          |  |
|  | 8           | Priscilla Hon        | Priscilla Hon        | 6           | 7           |  |  |              |                      |                      |                      |              |  |

### Sezione 5
|  | Primo turno | Primo turno      | Primo turno      | Primo turno      | Primo turno |  |  | Ultimo turno | Ultimo turno  | Ultimo turno  | Ultimo turno | Ultimo turno |  |
|  |             |                  |                  |                  |             |  |  |              |               |               |              |              |  |
|  | 5           | Kimberly Birrell | Kimberly Birrell | Kimberly Birrell |             |  |  |              |               |               |              |              |  |
|  |             | Eri Shimizu      | Eri Shimizu      | Eri Shimizu      | w/o         |  |  |              | Eri Shimizu   | Eri Shimizu   | 5            | 1            |  |
|  |             | Mei Yamaguchi    | Mei Yamaguchi    | 6                | 6           |  |  |              | Mei Yamaguchi | Mei Yamaguchi | 7            | 6            |  |
|  | 10          | Haruka Kaji      | Haruka Kaji      | 3                | 3           |  |  |              |               |               |              |              |  |

### Sezione 6
|  | Primo turno | Primo turno     | Primo turno | Primo turno | Primo turno |  |  | Ultimo turno | Ultimo turno  | Ultimo turno  | Ultimo turno | Ultimo turno |  |
|  |             |                 |             |             |             |  |  |              |               |               |              |              |  |
|  | 6           | Zeynep Sönmez   | 3           | 6           | 6           |  |  |              |               |               |              |              |  |
|  | WC          | Kanon Yamaguchi | 6           | 0           | 3           |  |  | 6            | Zeynep Sönmez | Zeynep Sönmez | 6            | 6            |  |
|  |             | Eri Hozumi      | Eri Hozumi  | 3           | 3           |  |  | 7            | Sara Saitō    | Sara Saitō    | 2            | 3            |  |
|  | 7           | Sara Saitō      | Sara Saitō  | 6           | 6           |  |  |              |               |               |              |              |  |